# Honda of the UK Manufacturing Ltd
Honda of the UK Manufacturing Ltd. o HUM es una filial de fabricación en el Reino Unido de la empresa automotriz multinacional Honda. HUM posee una serie de plantas de fabricación en Swindon, que incluyen fundición, montaje de motores, prensado, soldadura, pintura y actividades de montaje de automóviles. HUM emplea a alrededor de 3.400 personas entre todas las plantas, ocupande estas una superficie que cubre alrededor de 370 hectáreas. Honda ha hecho una inversión total de 1,380,000,000 £ en las plantas de Swindon. En 2008 las plantas de Swindon produjeron 230.423 automóviles.

## Historia
La decisión de Honda de invertir en las instalaciones de producción en Swindon se produjo como resultado de la colaboración de Honda con el gripo Rover, que comenzó en 1979. HUM se creó en 1985 y la producción en la planta de motores se inició en 1989. En 1992 comenzó la producción del Honda Accord en Swindon, y se instaló una segunda línea de motores. En 1994 comenzó la producción del Honda Civic en Swindon. En agosto de 2000 se reveló que los coches de Honda fabricados en el Reino Unido se exportarían a Japón por primera vez.
HUM abrió una segunda planta de montaje de automóviles en Swindon en septiembre de 2001 que trajo la creación de otros 200 puestos de trabajo a la planta. En diciembre de 2001 los trabajadores de las plantas de Swindon votaron para formar un sindicato y ser representados por la Amalgamated Engineering and Electrical Union. En 2002 la producción del Honda Accord terminó en Swindon y en octubre de ese año Ken Keir, el entonces presidente del Consejo de HUM, señaló que Honda mantendría la producción de vehículos, independientemente de si Reino Unido entrase o no en la eurozona.
En septiembre de 2006, se anunció que Honda reclutaría otros 700 trabajadores para las plantas de Swindon y el aumento de la producción de vehículos en un 32% hasta 250.000 anuales. En febrero de 2008 se anunció que Honda realizó una inversión de 80 millones £ en nuevas instalaciones de producción en la planta de Swindon para la fabricación de piezas de automóviles de plástico y piezas de metal para motores.
El 30 de enero de 2009, se anunció que los trabajadores de la planta de Swindon serían despedidos durante cuatro meses, hasta el 1 de junio, cobrando su sueldo completo durante los dos primeros meses del período y cerca de la mitad del sueldo el resto de meses. En octubre de 2009 comenzó la producción HUM del Honda Jazz.
En septiembre de 2012, Honda anunció un programa de inversión de 267 millones £ en la planta de Swindon, para apoyar la introducción de nuevos modelos del Civic y CR-V y un nuevo motor diésel de 1.6 litros. La inversión total que se llevará a cabo en la planta será cerca de 1,5 mil millones £ y aumentará la plantilla de trabajo hasta 3500.